# Neurolyga spinifera
Neurolyga spinifera är en tvåvingeart som först beskrevs av Junichi Yukawa 1971.  Neurolyga spinifera ingår i släktet Neurolyga och familjen gallmyggor. Inga underarter finns listade i Catalogue of Life.